# RV Marcus G. Langseth
Pour les articles homonymes, voir Langseth.
Le RV Marcus G. Langseth est un navire océanographique appartenant à la Fondation nationale pour la science (NSF) et opérant dans le cadre de la flotte de l'University-National Oceanographic Laboratory System (UNOLS). Le Lamont-Doherty Earth Observatory (LDEO) de l'Université Columbia exploite actuellement le navire.

## Historique
Le Marcus G. Langseth a été inauguré le 4 décembre 2007 et est entré en service au début de 2008 en remplacement du RV Maurice Ewing (en). Le navire de recherche est principalement destiné à collecter des données de prospection sismique, y compris des levés 3D. Le navire avait été acheté à la société de relevés géophysiques WesternGeco en 2004, qui était alors nommé MV Western Legend. Le navire a été nommé en l'honneur de Marcus G. Langseth, un scientifique du LDEO.

### Incident
En mars 2009, les autorités chinoises ont refusé au navire l'autorisation de passer entre Taiwan et la Chine.
En août 2009, Marcus Langseth a été nommé dans une poursuite judiciaire canadienne visant à mettre un terme à son expérience de tomographie sismique. La poursuite a été classée, une autorisation diplomatique a été émise et le navire a pris la mer après un délai d’un jour.

## Galerie

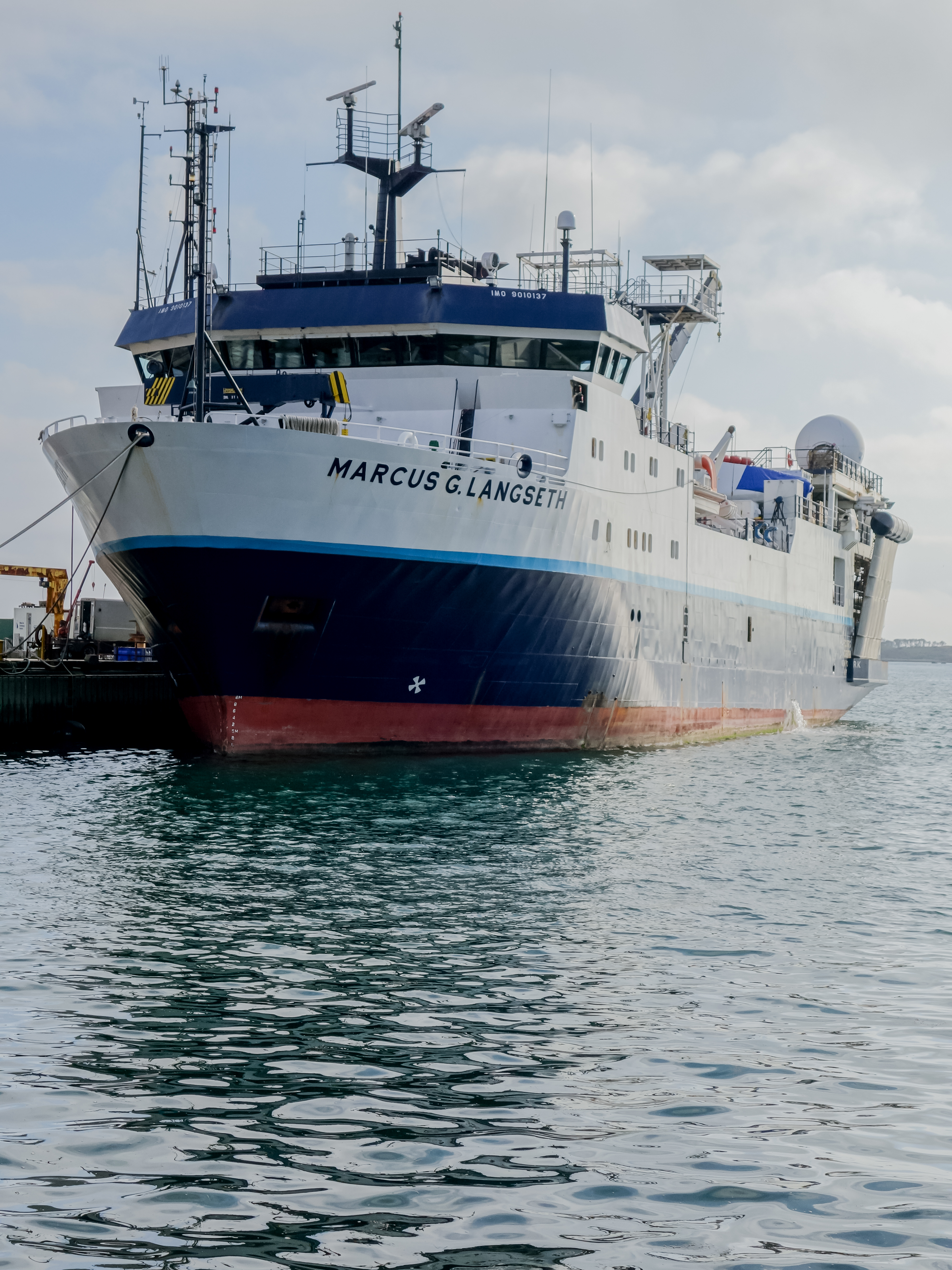
RV Marcus G. Langseth

### Note et référence
1. ↑  China denies US ship access to Taiwan Strait
2. ↑  Poursuite judiciaire canadienne

- (en) Cet article est partiellement ou en totalité issu de l’article de Wikipédia en anglais intitulé « RV Marcus Langseth » (voir la liste des auteurs).